# Tamara Press
Tamara Natanowna Press (russisch Тамара Натановна Пресс, ukrainisch Тамара Натанівна Пресс; * 10. Mai 1937 in Charkiw, Sowjetunion; † 26. April 2021 in Moskau) war eine sowjetische Kugelstoßerin und Diskuswerferin der 1960er-Jahre. Mit ihrer jüngeren Schwester Irina Press (1939–2004), ebenfalls Leichtathletin, bildete sie ein Schwesternpaar, das in seiner aktiven Zeit fast alles gewann, was es zu gewinnen gab.

## Sportliche Erfolge
Bei den Olympischen Spielen 1960 in Rom gewann Tamara die Goldmedaille im Kugelstoßen und die Silbermedaille im Diskuswurf. Bei den Olympischen Spielen 1964 in Tokio errang sie in beiden Disziplinen die Goldmedaille. Sowohl im Kugelstoßen als auch im Diskuswurf stellte sie jeweils sechs Weltrekorde auf. Auch bei Europameisterschaften war sie erfolgreich: 1958 in Stockholm wurde sie Dritte im Kugelstoßen, 1962 in Belgrad Europameisterin im Kugelstoßen und im Diskuswurf.
Sie stellte bei dem ersten Leichtathletik-Europacup der Frauen 1965 im Kasseler Auestadion einen Weltrekord beim Kugelstoßen mit einer Weite von 18,59 m auf.

## Diskussion über das Geschlecht
Den beiden Schwestern Tamara und Irina wurde nachgesagt, ihr Geschlecht könne nicht festgelegt werden. Sie galten manchen zumindest als Hermaphroditen; nach anderer Ansicht waren sie mit männlichen Hormonen gedopt. In den Medien wurden die beiden Schwestern häufig als „Press Brothers“ bezeichnet. Nachdem die Bestimmung des Geschlechts für alle international auftretenden Sportlerinnen 1966 zur Pflicht geworden war (diese Tests wurden 2000 in Sydney wieder abgeschafft), verschwanden beide Sportlerinnen von der Wettkampfbühne. In der westlichen Presse verstand man diesen Rückzug als Eingeständnis. In den russischen Zeitungen wird dies bis heute dementiert.

## Platz in der Zeitgeschichte
Die Press-Schwestern symbolisierten die glückliche Zeit der Sowjetunion nach Stalins Tod. Es herrschte jenes Tauwetter, welches später auch die Politik Michail Gorbatschows prägte. Tamara und Irina waren die populärsten Sportlerinnen der UdSSR, ihre Biografien typisch für diese Zeit. Der Vater starb im Krieg. Sie wuchsen fern ihrer Heimat auf, da diese von deutschen Truppen besetzt und zerstört worden war. Später absolvierten sie ein Studium an der Staatlichen Universität von Leningrad.

## Die Zeit nach dem Leistungssport
Nachdem ihre Nominierung für die Europameisterschaften 1966 vom Sowjet-Verband zurückgezogen worden war, machten die beiden beruflich Karriere. Irina ging zu den Grenztruppen des KGB und wurde dort Offizierin. Tamara wurde Bauingenieurin, schrieb zahlreiche Fachbücher über ihren Beruf, aber auch über den Sport. Später bekleideten beide im russischen Sport zahlreiche Ehrenämter. Tamara Press starb im April 2021 im Alter von 83 Jahren.

## Westliche Berichterstattung
Obwohl kein medizinischer Nachweis vorliegt, dass Tamara Press keine Frau bzw. intersexuell war, wurde in westlichen Medien dieser Verdacht immer wieder geäußert. Als sie nach Einführung der obligatorischen Geschlechtstests im Jahre 1966 nicht mehr zu Wettkämpfen antrat, verfestigte das den Verdacht, dass sie keine „echte Frau“ sei. So schrieb Der Spiegel am 13. November 1967:
„Die Fachleute trauten keiner Frau einen echten Weltrekord im Diskuswerfen zu. Denn er gehörte seit sieben Jahren einer Sowjetbürgerin, die 98 Kilo wog, weder rauchte, trank noch jemals flirtete und ihre Karriere erst beendete, nachdem 1966 ein Sex-Test für Leichtathletinnen eingeführt worden war.“
Bislang gibt es nur eine wissenschaftliche Untersuchung, die sich mit der Geschlechtsdarstellung von Tamara Press in der zeitgenössischen westlichen Presse beschäftigt. In dieser argumentiert der Soziologe Dennis Krämer aus poststrukturalistischer Perspektive, dass die damalige Presse Tamara Press’ weibliches Geschlecht, wie auch das ihrer Schwester Irina, nicht deswegen systematisch als unweiblich dargestellt habe, weil dieses männliche Züge zeige, sondern in erster Linie, weil die sowjetische Sportlerin in starkem Kontrast zum damaligen westlich-konservativen Frauenideal von der zarten Hausfrau und Mutter gestanden habe. Die Bedrohungen, die in ihr als Sportlerin erkannt wurden, seien somit nicht von ihrem genuinen Körper ausgegangen, sondern hätten in unmittelbarer politischer Relation zur damaligen Konfliktsituation zu Zeiten des Kalten Krieges gestanden. Vor diesem Hintergrund habe Tamara Press’ Körper in den westlichen Medien in erster Linie deswegen als fremd, anders, sonderbar und abnorm gegolten, weil hinter ihrer Erscheinung das manipulative Einwirken einer ideologischen Maschinerie des Kommunismus zu Zeiten des Kalten Krieges vermutet wurde.